# Osada Leśna (Zwartowo)
Osada Leśna – część osady Zwartowo w Polsce położona w województwie pomorskim, w powiecie wejherowskim, w gminie Choczewo.
Osada leży na obszarze Pobrzeża Kaszubskiego na zachodnim krańcu obszaru Lasów Lęborskich, należy do sołectwa Zwartówko.
Miejscowość nie figuruje w systemie TERYT. Zapisano jej nazwę na podstawie mapy, jako niestandaryzowana nazwa części osady Zwartowo.
W latach 1975–1998 miejscowość administracyjnie należała do województwa gdańskiego.